# Chicago Express (ECHL)
Die Chicago Express waren ein US-amerikanisches Eishockeyfranchise aus Hoffman Estates, Illinois. Das Team spielte in der Saison 2011/12 in der ECHL.

## Geschichte
Die Chicago Express wurden 2010 als Expansionsfranchise der ECHL gegründet. Der Besitzer des Teams, der US-Amerikaner Craig Drecktrah, erwarb im Februar 2007 die Chicago Hounds aus der United Hockey League. Diese stellten nach der Saison 2006/07 den Spielbetrieb ein. Zuvor war Drecktrah Miteigentümer der Rockford IceHogs aus der United Hockey League. Nachdem im Juni 2010 Craig Drecktrah ankündigte, ein Franchise aus Hoffman Estates in die ECHL integrieren zu wollen, wurde ein Wettbewerb („Name Your Hockey Team“) zur Wahl des Teamnamens veranstaltet. Aus über 20.000 Stimmen wurden die vier Vorschläge Chicago Blizzard, Chicago Express, Chicago Knights und Hoffman Hammers in die engere Auswahl aufgenommen.
Schlussendlich präsentierte Drecktrah den Teamnamen Chicago Express als Gewinner und veröffentlichte im September 2010 das Logo der Franchise. Dieses beinhaltet als Hauptmotiv die Abbildung einer Lokomotive, was die Bedeutung des Schienenverkehrs in der Millionenmetropole Chicago darstellen soll, die als wichtigster Eisenbahnknotenpunkt Nordamerikas gilt. Noch im selben Monat wurde die Verpflichtung von Steve Martinson als Cheftrainer verkündet. Martinson trainierte ab 1995 äußerst erfolgreich diverse Teams aus der Minor League und verpasste mit diesen in 15 Jahren nie die Playoffs. Zu seinem Palmarès zählen fünf gewonnene Meisterschaften mit den San Diego Gulls aus der West Coast Hockey League sowie der Gewinn des Colonial Cup mit den Rockford IceHogs aus der United Hockey League. Die Position des General Managers wurde mit Wade Welsh besetzt, der gleichermaßen als Präsident fungierte. Zuvor hatte er die Tätigkeit als General Manager unter anderem bei den Kalamazoo Wings, Missouri River Otters und Quad City Mallards ausgefüllt.
Am 21. Juni 2011 wurde als erster Spieler der Verteidiger Nathan Lutz unter Vertrag genommen, der zuvor unter anderem für die Mississippi RiverKings in der Central Hockey League gespielt hatte. Lutz wurde ebenfalls zum ersten und einzigen Mannschaftskapitän der Franchisegeschichte ernannt. Im Juli 2011 wurde eine Kooperation mit den Columbus Blue Jackets aus der National Hockey League geschlossen, sodass Chicago Express in der Saison 2011/12 neben den Springfield Falcons aus der American Hockey League als deren Farmteam fungierte.
Die Heimspiele des Teams wurden im Sears Centre ausgetragen, das bei Eishockeyspielen eine Kapazität von 9.400 Zuschauerplätzen bot. Das erste Ligaspiel der Chicago Express wurde am 15. Oktober 2011 ausgetragen, welches sie auswärts bei den Toledo Walleye mit 5:1 gewannen. Den ersten Treffer überhaupt für Express erzielte Flügelstürmer Blair Riley. Auch im ersten Heimspiel sieben Tage später blieb das Team siegreich und bezwang die Kalamazoo Wings vor 5.472 Zuschauern mit 4:2. Die Chicago Express beendeten die reguläre Saison 2011/12 mit einer Bilanz von 80 Punkten in 72 Partien und verfehlten lediglich äußerst knapp den Einzug in die Playoffs um den Kelly Cup; den letzten Platz der Eastern Conference für die Endrunde hatten sich die punktgleichen Reading Royals gesichert. Die Zuschauerresonanz hingegen blieb im Ligavergleich eher bescheiden und lag bei durchschnittlich bei 2.508 Besuchern, während im Schnitt 4.282 Personen die ECHL-Partien besuchten.
Wenige Tage nach verpasster Playoff-Qualifikation wurde der sofortige Rückzug aus der ECHL und die Einstellung des Spielbetriebs nach lediglich einjähriger Aktivität des Franchises verkündet.

## Saisonstatistik
Abkürzungen: GP = Spiele, W = Siege, L = Niederlagen, OTL = Niederlagen nach Overtime SOL = Niederlagen nach Shootout, Pts = Punkte, GF = Erzielte Tore, GA = Gegentore, PIM = Strafminuten
| Saison  | GP | W  | L  | OTL | SOL | Pts | GF  | GA  | Platz     | Playoffs           |
| 2011/12 | 72 | 34 | 26 | 8   | 4   | 80  | 216 | 234 | 2., North | nicht qualifiziert |

## Franchiserekorde
|                           | Name                                  | Anzahl                     |
| Meiste Spiele             | Pierre-Luc Faubert Nathan Lutz        | 72                         |
| Meiste Tore               | Chaz Johnson                          | 20                         |
| Meiste Vorlagen           | Tyler Donati                          | 47                         |
| Meiste Punkte             | Tyler Donati                          | 61 (14 Tore + 47 Vorlagen) |
| Meiste Strafminuten       | Devin DiDiomete                       | 277                        |
| Meiste Siege als Torhüter | Peter Mannino                         | 10                         |
| Meiste Shutouts           | Paul Dainton Rob Madore Peter Mannino | 1                          |